# 오이우주

오이우주

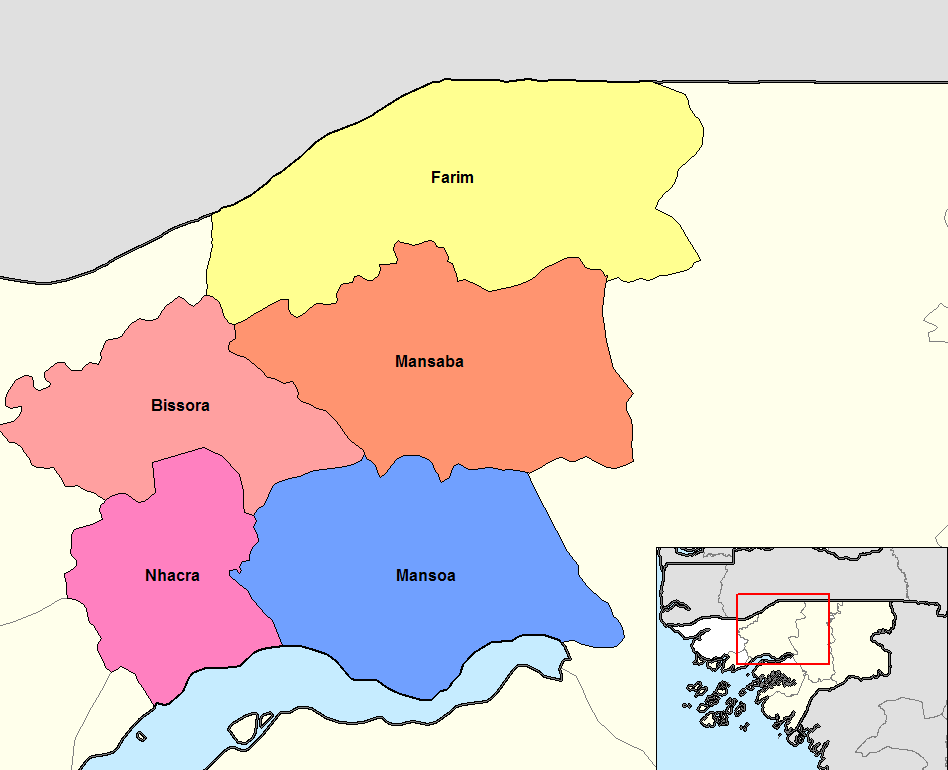
오이우주의 하위 구역

오이우주(포르투갈어: Oio)는 기니비사우의 주로, 주도는 파림이며 면적은 5,404km2, 인구는 179,048명(2004년 기준)이다. 북쪽으로는 세네갈과 국경을 맞대고 있으며 동쪽으로는 바파타주와 비사우, 비옴부주, 남쪽으로는 키나라주, 서쪽으로는 카셰우주와 인접해 있다. 5개의 하위 행정 구역(비소랑, 파림, 만사바, 만소아, 냐크라)을 관할한다.